# Sabri Eid
Sabri Eid es un deportista egipcio que compitió en voleibol adaptado. Ganó una medalla de bronce en los Juegos Paralímpicos de Río de Janeiro 2016.

## Palmarés internacional
| Juegos Paralímpicos | Juegos Paralímpicos     | Juegos Paralímpicos | Juegos Paralímpicos      |
| Año                 | Lugar                   | Medalla             | Competición              |
| ------------------- | ----------------------- | ------------------- | ------------------------ |
| 2016                | Río de Janeiro (Brasil) | Medalla de bronce   | Torneo masculino sentado |